# Tailgateparty

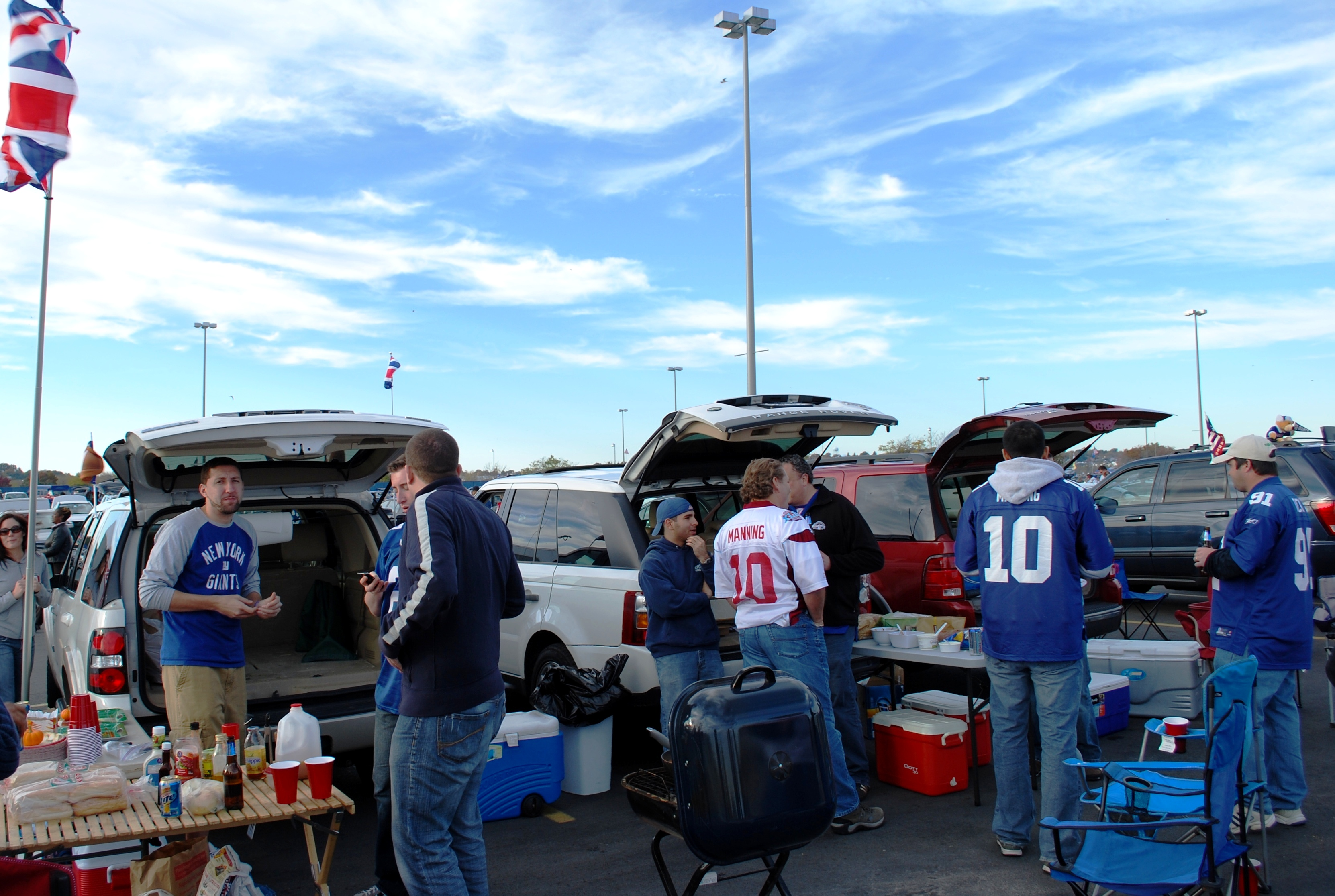
Een tailgateparty in 2009

Een tailgateparty is in de Verenigde Staten en Canada een sociale gebeurtenis op en rond open kofferbakken (tailgate) van voertuigen. Tailgateparty's gaan vooral door op parkeerplaatsen van bijvoorbeeld sportstadions, in aanloop of nasleep van een wedstrijd, optreden of festival. Deelnemers brengen hun eigen drank en eten mee om ter plaatse te barbecueën en te consumeren. Het is ook niet ongebruikelijk dat de deelnemers hun voedsel delen met andere deelnemers, ongeacht of ze een (bruikbare) kofferbak hebben of niet.
Tailgateparty's worden gezien als een belangrijk onderdeel van de Amerikaanse sportcultuur, aangezien sportstadions vaak omringd worden door grote parkings. Zo gaan tailgateparty's vaak door voor of na voetbal-, basket-, baseball- en hockeywedstrijden, dit zowel in college-competities als professionele competities zoals NFL, MLS, NBA en CFL.